# Лудвиг Фридрих фон Шьонбург-Щайн
Лудвиг Фридрих фон Шьонбург-Щайн (на немски: Ludwig Friedrich Graf von Schönburg-Stein; * 4 ноември 1681, Валденбург; † 3 април 1736, Фьорбау, днес в Шварценбах на Зале) е граф на Шьонбург-Щайн.

## Произход и наследство
Той е син на граф Ото Лудвиг фон Шьонбург-Хартенщайн (1643 – 1701) и съпругата му София Магдалена фон Лайнинген-Вестербург (1651 – 1726), дъщеря на граф Георг Вилхелм фон Лайнинген-Вестербург и графиня София Елизабет фон Липе-Детмолд. Внук е на фрайхер Ото Албрехт фон Шьонбург-Хартенщайн (1601 – 1681) и графиня Ернестина Ройс фон Плауен (1618 – 1650). Брат е на Георг Алберт фон Шьонбург-Хартенщайн (1673 – 1716), граф на Шьонбург-Хартенщайн, граф Ото Вилхелм фон Шьонбург-Лихтенщайн (1678 – 1747) и на Кристиан Хайнрих фон Шьонбург-Валденбург (1682 – 1753).
Баща му Ото Лудвиг е издигнат на 7 август 1700 г. на имперски граф. През 1702 г. се образува господството Щайн. Клоновете Шьонбург-Валденбург и Шьонбург-Хартенщайн съществуват до днес като Шьонбург-Глаухау.
Внукът на Лудвиг Фридрих, Ото Карл Фридрих фон Шьонбург-Валденбург (1758 – 1800), е издигнат на 1. княз, граф и господар на Шьонбург на 9 октомври 1790 г.

## Фамилия
Лудвиг Фридрих фон Шьонбург-Щайн се жени на 27 януари 1706 г. във Фьорбау за фрайин/баронеса София фон Щайн-Норд-Остхайм (* 13 ноември 1688, Вунзидел; † 23 януари 1748, Фьорбау), дъщеря на фрайхер Ердман фон Щайн-Норд-Остхайм (1662 – 1739) и Ердмута София фон Щайн-Норд-Остхайм (1661 – 1715). Te имат 10 деца:
- София Луиза (* 10 ноември 1707; † 11 януари 1708)
- Лудвиг Карл Ердман (*/† 14 ноември 1708)
- Албрехт Карл Фридрих фон Шьонбург-Щайн (* 20 ноември 1710, Шварценбах; † 7 юни 1765, Валденбург), женен в Шварценбах на 28 октомври 1743 г. за Фридерика Каролина Хенриета фон дер Марвиц (* 4 август 1720, Бранденбург; † 22 април 1763, Валденбург)
- Кристиана Терезия Елеонора (* 19 декември 1713, Шварценбах; † 8 април 1780, Шварценбах), омъжена в Оберкотцау на 24 октомври 1731 г. за фрйхер и едле хер Фридрих Кристиан Вилхелм фон Котцау (* 5 декември 1700; † 26 април 1739)
- Луиза Фридерика (* 5 октомври 1716; † 21 юни 1717)
- София Вилхелмина (* 7 ноември 1718; † 3 декември 1770)
- София Шарлота (* 7 ноември 1718; † 3 декември 1770)
- Вилхелм Кристиан фон Шьонбург-Фьорбау (* 13 януари 1720; † 27 август 1755), женен за графиня Йохана Хенриета фон Шьонбург-Фордерглаухау (* 29 август 1733; † 28 април 1805)
- Йохан Август (* 24 юни 1721; † 29 декември 1721)
- Ердмута Магдалена (* 17 ноември 1722; † 27 март 1806), омъжена за граф Фридрих Албрехт фон Шьонбург-Хартенщайн (* 7 септември 1713; † 16 декември 1786)